# Prisdomstol
Prisdomstol är en nationell specialdomstol som vissa nationer upprättar under krig och har till uppgift att legalisera uppbringning av gods och fartyg tillhörande fientliga eller neutrala nationer.
I samband med Haagkonferensen 1907 försökte man ta fram en konvention om en internationell överdomstol, som man skulle kunna överklaga till. Detta förslag blev dock aldrig raticifierat.
Under andra världskriget beslagtog Tyskland med hjälp av prisdomstol 25 svenska fartyg till ett sammanlagt tonnage på 67670 ton DW.